# Сахтеман-е-Шілат-е-Сайєдґах-Дегане-Сар-е-Сефідруд
Сахтеман-е-Шілат-е-Сайєдґах-Дегане-Сар-е-Сефідруд (перс. ساختمان شيلات صيدگاه دهنه سر سفيد رود) — село в Ірані, у дегестані Дехґах, у бахші Кіяшахр, шагрестані Астане-Ашрафіє остану Ґілян. У переписі 2006 року вказане як окремий населений пункт, але без відомостей про чисельність населення.